# Terentiy Lutsevich
Terentiy Lutsevich (tiếng Nga: Терентий Луцевич; till tháng 1 năm 2013 his name was Tyenchen Vobga; tiếng Belarus: Цьенчэн Вабга; tiếng Nga: Тьенчен Вобга; sinh 19 tháng 4 năm 1991 ở Douala, Cameroon) là một cầu thủ bóng đá Belarus từ Cameroonian descent, hiện tại thi đấu cho Minsk.